# Timothy Hutton
Pour les articles homonymes, voir Hutton.
Timothy Hutton (né le 16 août 1960 à Malibu, en Californie) est un acteur, producteur de cinéma, réalisateur et scénariste américain .
Il remporte l'Oscar du meilleur acteur dans un second rôle pour son rôle dans Des gens comme les autres.

## Biographie
Timothy Hutton est né le 16 août 1960 à Malibu, en Californie. Il est le fils de l'acteur Jim Hutton. Marié à Debra Winger de 1986 à 1990, il épouse ensuite le 21 janvier 2000 Aurore Giscard d'Estaing illustratrice, artiste peintre, petite-cousine de l'ancien président français Valéry Giscard d'Estaing ; le couple a un enfant, Milo, né à Paris en 2001.
Timothy Hutton est le plus jeune acteur à avoir obtenu l'oscar du meilleur acteur dans un second rôle en 1980, à seulement 20 ans, pour le film Des gens comme les autres de Robert Redford.

## Filmographie

### Acteur

#### Cinéma
- 1965 : Jamais trop tard (en) de Bud Yorkin : le garçon courant vers son père
- 1980 : Des gens comme les autres (Ordinary People) de Robert Redford : Conrad Jarrett
- 1981 : Teenage Suicide: Don't Try It! (moyen métrage documentaire) de Dennis Lofgren : le narrateur
- 1981 : Taps de Harold Becker : Brian Moreland
- 1983 : Daniel de Sidney Lumet : Daniel Isaacson
- 1984 : Iceman de Fred Schepisi : le docteur Stanley Shephard
- 1985 : Le Jeu du faucon (The Falcon and the Snowman) de John Schlesinger : Christopher Boyce
- 1985 : Turk 182 de Bob Clark : Jimmy Lynch
- 1987 : Bienvenue au Paradis (Made in Heaven) d'Alan Rudolph : Mike Shea / Elmo Barnett
- 1988 : Le Temps du destin (A Time of Destiny) de Gregory Nava : Jack
- 1988 : La Main droite du diable (Betrayed) de Costa-Gavras : le jongleur à la foire
- 1988 : Everybody's All-American de Taylor Hackford : Donnie Cake
- 1989 : Les Eaux printanières (Torrents of Spring) de Jerzy Skolimowski : Dimitri Sanin
- 1990 : Contre-enquête (Q & A) de Sidney Lumet : le procureur-assistant Aloysius 'Al' Francis Reilly
- 1993 : Meurtre par intérim (The Temp) de Tom Holland : Peter Derns
- 1993 : La Part des ténèbres (The Dark Half) de George A. Romero : Thad Beaumont / George Stark
- 1995 : French Kiss de Lawrence Kasdan : Charlie
- 1995 : The Last Word de Tony Spiridakis : Martin Ryan
- 1996 : Beautiful Girls de Ted Demme : Willie Conway
- 1996 : Revers de fortune (The Substance of Fire) de Daniel J. Sullivan : Martin Geldhart
- 1997 : City of Crime (City of Industry) de John Irvin : Lee Egan
- 1997 : Le Damné (Playing God) d'Andrew Wilson : Raymond Blossom
- 1999 : Le Déshonneur d'Elisabeth Campbell (The General's Daughter) de Simon West : Col. William Kent
- 1999 : Situation critique (Deterrence) de Rod Lurie : Marshall Thompson
- 2000 : Juste une nuit (Just One Night) d'Alan Jacobs : Isaac Alder
- 2002 : Sunshine State de John Sayles : Jack Meadows
- 2004 : Fenêtre secrète (Secret Window) de David Koepp : Ted Milner
- 2004 : Dr. Kinsey (Kinsey) de Bill Condon : Paul Gebhard
- 2005 : Heavens Fall de Terry Green : Samuel Leibowitz
- 2005 : Turning Green de Michael Aimette et John G. Hofmann : Bill the Breaker
- 2006 : Stephanie Daley de Hilary Brougher : Paul
- 2006 : The Kovak Box de Daniel Monzon : David Norton
- 2006 : Vacances sur ordonnance (Last Holiday) de Wayne Wang : Matthew Kragen
- 2006 : Off the Black de James Ponsoldt : Tom Tibbel
- 2007 : Mimzy, le messager du futur (The Last Mimzy) de Robert Shaye : David Wilder
- 2008 : Reflections de Bryan Goeres : Tom
- 2009 : Quitte-moi... si tu peux ! (Serious Moonlight) de Cheryl Hines : Ian
- 2009 : The Alphabet Killer de Rob Schmidt : Richard Ledge
- 2010 : The Ghost Writer de Roman Polanski : Sidney Kroll
- 2015 : #Horror de Tara Subkoff : Dr. White
- 2017 : Tout l'argent du monde (All the Money in the World) de Ridley Scott : Oswald Hinge, l'avocat de Getty
- 2018 : My Beautiful Boy (Beautiful Boy) de Felix Van Groeningen : docteur Brown
- 2020 : The Glorias de Julie Taymor : Leo Steinem
- 2020 : The Long Home de James Franco

#### Télévision
- 1978 : Sultan and the Rock Star (téléfilm)
- 1978 : Zuma Beach (en) (téléfilm) : Art
- 1979 : Mort au combat (Friendly Fire) (téléfilm) de David Greene : John Mullen
- 1979 : The Best Place to Be (téléfilm) : Tommy Callahan
- 1979 : And Baby Makes Six (téléfilm) : Jason Kramer
- 1979 : Young Love, First Love (téléfilm) : Derek Clayton
- 1980 : The Oldest Living Graduate (téléfilm) : Cadet
- 1980 : Father Figure (téléfilm) : Jim
- 1981 : Loin de chez soi (A Long Way Home) (téléfilm) : Donald Branch Booth
- 1991 : Strangers (téléfilm), segment Windows de Joan Tewkesbury : Tom
- 1993 : Zelda (téléfilm) : F. Scott Fitzgerald
- 1996 : Mr. and Mrs. Loving (téléfilm) : Richard Loving
- 1997 : Dead by Midnight (téléfilm) : John Larkin / Sam Ellis
- 1998 : Aldrich Ames: Traitor Within (téléfilm) : Aldrich Ames
- 1998 : Vig (téléfilm) de Graham Theakston : Frankie
- 2000 : The Golden Spiders: A Nero Wolfe Mystery (téléfilm) : Archie Goodwin
- 2000 : Deliberate Intent (téléfilm) : Rod Smolla
- 2001 : WW3 (téléfilm) : Larry Sullivan
- 2001-2002 : Les Enquêtes de Nero Wolfe (A Nero Wolfe Mystery) (série télévisée) : Archie Goodwin
- 2004 : 5 jours pour survivre (5ive Days to Midnight) (téléfilm) de Michael W. Watkins : J.T. Neumeyer
- 2006 : Avenger (série télévisée) : Frank McBride
- 2008-2012 : Leverage (série télévisée) : Nathan Ford / Peter McSweeten jeune / Shérif
- 2015 : Public Morals (série télévisée) : Mr. O
- 2015-2017 : American Crime (série télévisée) : Russ Skokie (saison 1) / coach Dan Sullivan (saison 2) / Nicholas Coates (saison 3)
- 2018 : The Haunting of Hill House (série télévisée) : Hugh Crain
- 2018-2019 : Murder (série télévisée) : Emmett Crawford
- 2019 : Main Justice (téléfilm) de : Thomas Yarrow
- 2019-2020 : Almost Family (série télévisée) : Leon Bechley
- 2022 : Women of the Movement (série télévisée) : Jesse J. Breland
- 2023 : S.W.A.T. (série télévisée) : DEA Agent Mack Boyle

### Producteur
- 1996 : Mr. and Mrs. Loving (téléfilm)
- 2001 : Les Enquêtes de Nero Wolfe (série télévisée)

### Réalisateur
- 1998 : Digging to China
- 2001 : Les Enquêtes de Nero Wolfe (téléfilm)

## Voix françaises
En France
| - Jean-Philippe Puymartin dans : - Histoire d'un champion - La Part des ténèbres - French Kiss - Dr Kinsey - My Beautiful Boy - Bernard Jourdain dans : - Des gens comme les autres - Taps - Le Jeu du faucon - Pierre Laurent dans : - Kidnapped (série télévisée) - Quitte-moi... si tu peux ! - The Killing Room - Jean-François Aupied dans (les séries télévisées) : - Leverage - American Crime - Murder - Éric Legrand dans : - Bienvenue au paradis - Juste une nuit - Emmanuel Jacomy dans : - Meurtre par intérim - Jack Ryan (série télévisée) | - Guy Chapellier dans : - Beautiful Girls - L'Homme de minuit (téléfilm) - Olivier Cuvellier (Belgique) dans (les séries télévisées) : - Les Enquêtes de Nero Wolfe (2e voix) - The Haunting of Hill House Et aussi - Vincent Violette dans Turk 182! - Lionel Henry dans Contre-enquête - Patrick Guillemin (*1950 - 2011) dans La Part des ténèbres - Constantin Pappas dans The Last Word - Éric Herson-Macarel dans City of Crime - Bertrand Liebert dans Le Déshonneur d'Elisabeth Campbell - Patrick Borg dans Les Enquêtes de Nero Wolfe (1re voix, série télévisée) - Boris Rehlinger dans Fenêtre secrète - Hervé Bellon dans Raisons d'État - Julien Kramer dans Vacances sur ordonnance - Luc-Antoine Diquéro dans The Ghost Writer - Georges Caudron (*1952 - 2022) dans Almost Family (série télévisée) - Gabriel Le Doze dans S.W.A.T. (série télévisée) |

## Distinctions

### Récompenses
- 1980 : Kansas City Film Critics Circle Awards du meilleur acteur dans un second rôle dans un drame pour Des gens comme les autres (Ordinary People) (1980) de Robert Redford.
- 6e cérémonie des Los Angeles Film Critics Association Awards 1980 : Meilleur acteur dans un second rôle dans un drame pour Des gens comme les autres (Ordinary People) (1980) de Robert Redford.
- 38e cérémonie des Golden Globes 1981 :
  - Meilleur acteur dans un second rôle dans un drame pour Des gens comme les autres (Ordinary People) (1980) de Robert Redford.
  - Golden Globe de la révélation masculine de l'année dans un drame pour Des gens comme les autres (Ordinary People) (1980) de Robert Redford.
- 53e cérémonie des Oscars 1981 : Meilleur acteur dans un second rôle dans un drame pour Des gens comme les autres (Ordinary People) (1980) de Robert Redford.
- 1993 : Fantafestival du meilleur acteur dans un thriller d'horreur pour La Part des ténèbres (The Dark Half) (1993).
- Chicago International Children's Film Festival 1998 : Lauréat du Prix Enfants du meilleur film pour Digging to China (1998).
- Festival international du film de Berlin 2007 : Lauréat du Prix Ours d'argent de la meilleure distribution dans un thriller historique pour Raisons d'État (The Good Shepherd) (2006) partagé avec John Sessions, Oleg Stefan, Martina Gedeck, Michael Gambon, John Turturro, Keir Dullea, Eddie Redmayne, Mark Ivanir, Joe Pesci, Robert De Niro, Lee Pace, Matt Damon, Gabriel Macht, Alec Baldwin, Angelina Jolie, Billy Crudup, William Hurt et Tammy Blanchard.
- 2010 : Prism Award du meilleur acteur  dans une série télévisée dramatique pour Leverage (2008-2012).

### Nominations
- 1980 : New York Film Critics Circle Awards du meilleur acteur dans un second rôle dans un drame pour Des gens comme les autres (Ordinary People) (1980) de Robert Redford.
- 1981 : National Society of Film Critics Awards du meilleur acteur dans un second rôle dans un drame pour Des gens comme les autres (Ordinary People) (1980) de Robert Redford.
- 35e cérémonie des British Academy Film and Television Arts Awards 1982 : Meilleur nouveau venu dans un rôle principal dans un drame pour Des gens comme les autres (Ordinary People) (1980) de Robert Redford.
- 39e cérémonie des Golden Globes 1982 :
  - Meilleur acteur dans un drame pour Taps (1981).
  - Meilleur acteur dans une mini-série ou un téléfilm pour Loin de chez soi (A Long Way Home) (1981).
- 1993 : Fangoria Chainsaw Awards du meilleur acteur dans un thriller d'horreur pour La Part des ténèbres (The Dark Half) (1993).
- 2001 : DVD Exclusive Awards du meilleur acteur dans une comédie pour Juste une nuit (Just One Night) (2000).
- 2005 : Online Film & Television Association Awards de la meilleure distribution dans un drame biographique pour Dr. Kinsey (Kinsey) (2004) partagé avec Laura Linney, Liam Neeson, Chris O'Donnell, Peter Sarsgaard, John Lithgow, Julianne Nicholson, Oliver Platt, Dylan Baker et Veronica Cartwright.
- 36e cérémonie des Saturn Awards 2009 : Meilleur acteur dans une série télévisée dramatique pour Leverage (2008-2012).
- 38e cérémonie des Saturn Awards 2011 : Meilleur acteur dans une série télévisée dramatique pour Leverage (2008-2012).
- 39e cérémonie des Saturn Awards 2012 : Meilleur acteur dans une série télévisée dramatique pour Leverage (2008-2012).
- 40e cérémonie des Saturn Awards 2013 : Meilleur acteur dans une série télévisée dramatique pour Leverage (2008-2012).
- 2015 : Online Film & Television Association Awards du meilleur acteur dans une mini-série ou un téléfilm pour American Crime (2015-2017).
- 67e cérémonie des Primetime Emmy Awards 2015 : Meilleur acteur dans une mini-série ou un téléfilm pour American Crime (2015-2017).
- 20e cérémonie des Satellite Awards 2016 : Meilleur acteur dans une série dramatique pour American Crime (2015-2017).
- 2019 : Online Film & Television Association Awards du meilleur acteur dans une série télévisée dramatique pour The Haunting of Hill House (2018) partagé avec Michiel Huisman, Paxton Singleton, Carla Gugino, Henry Thomas, Elizabeth Reaser, Lulu Wilson, Oliver Jackson-Cohen, Julian Hilliard, Kate Siegel, Mckenna Grace, Victoria Pedretti ET Violet McGraw.
- 45e cérémonie des Saturn Awards 2019 : Meilleur acteur dans un second rôle dans une série télévisée dramatique pour The Haunting of Hill House (2018).